# 日仏ギリシア・ローマ学会
日仏ギリシア・ローマ学会とは、日仏会館の関連学会のひとつとして、日本とフランスにおけるギリシアならびにローマに関するあらゆる分野の研究活動の推進・交流を目的とする学術団体である。
1969年、名誉会長 松本悦治（アテネフランセ校長） 副会長戸張智雄（主幹）、次席前田護郎等の親フランス系の、ギリシア語及びラテン語の西洋古典語を中心とする言語学及び文学もしくは歴史学、哲学、音楽学等の純粋にアカデミックな西洋古典学の学会で、日仏会館を講演会場・理事会場とする日仏会館管轄の一連の協働学会のひとつとして発足。当初より、年2回の講演会を毎年開催し、著名な講演者を多数招聘。基本的には、うち1回の講演者は日本人、もう1回はフランス人（使用言語は日本語/フランス語通訳なし）としている。
1982年、事務局長に早稲田大学文学部教授の遠山一郎が就任、学会の講演会（学会総会）の会場を日仏会館から、主として早稲田大学文学部若しくはアテネフランセに移した。2007年より、事務局長を信州大学の野津寛が担当、現在遠山一郎が会長に昇格。
講演会は年2回開催され続けており、例えば...1982年11月例会は、遠山一郎「ラテン語の語順」、1994年3月例会は、Jean BELGEZ「ウエルギリウスの牧歌の性格」、1994年7月16日例会は、Odile DUSSUD（現早稲田大学助教授）「アエスキュロスのペルシア人の異国性」、1994年11月19日例会は、鈴木一郎「ホラティウスの風刺詩について」、1995年9月30日例会は、戸部順一「アリストファネス：エウリピデス悲劇の批判」....等々の定例講演会を内外著名の学者を招聘し断続することなく創立以来現在も継続し会報を年2回基本的にはフランス語若しくは英語の定型論文形式で掲載し発行している。　
学会員数は約50名。

## 所在地
- 事務局：〒162-8644 東京都新宿区戸山1-24-1 早稲田大学文学部内 日仏ギリシア・ローマ学会
- 管轄機関：〒150-0013 東京都渋谷区恵比寿3-9-25 日仏会館